# Stéphane Audran
Pour les articles homonymes, voir Audran.
Colette Dacheville, dite Stéphane Audran, est une actrice française, née le 8 novembre 1932 à Versailles et morte le 27 mars 2018 à Neuilly-sur-Seine.
Après avoir commencé sa carrière au théâtre dans les années 1950, Stéphane Audran obtient quelques rôles secondaires dans des films de la Nouvelle Vague. Sa rencontre avec Claude Chabrol en 1958 est décisive : elle devient à la fois son épouse et son actrice fétiche. Elle joue dans certains des films les plus reconnus du réalisateur, comme Le Boucher, Poulet au vinaigre et Les Noces rouges. Elle participe aussi au film de Luis Buñuel, Le Charme discret de la bourgeoisie, qui reçoit l'Oscar du meilleur film en langue étrangère en 1973. Stéphane Audran a été une figure emblématique du cinéma français des années 1970.
Après 1980, sa carrière s'essouffle, mais elle retrouve le succès avec le film danois Le Festin de Babette en 1987, qui reçoit lui aussi l'Oscar du meilleur film étranger. Par la suite, elle se fait plus rare à l'écran.
Reconnaissable à sa voix traînante, elle est connue pour ses rôles de femmes élégantes, calmes et complexes. Stéphane Audran a reçu plusieurs récompenses au fil de sa carrière, dont un Ours d'argent de la meilleure actrice, un BAFTA de la meilleure actrice et un César de la meilleure actrice dans un second rôle.

## Biographie

### Origines et débuts
Stéphane Audran est la fille de Corneille Dacheville, médecin, mort alors qu'elle a six ans. Son enfance est difficile, car elle est de santé fragile entre six et quinze ans. Sa mère, Jeanne Rossi, qui a perdu sa première fille en bas âge, est obsédée par la santé de sa fille cadette. Stéphane Audran montre très tôt un goût pour le déguisement et la comédie, mais sa mère n'approuve pas son rêve de devenir actrice. Après ses études secondaires au lycée Lamartine de Paris, Stéphane Audran suit les cours d'art dramatique de Charles Dullin, Tania Balachova, Michel Vitold et René Simon,.
Stéphane Audran rencontre Jean-Louis Trintignant au cours Dullin, ils se marient en novembre 1954. Elle commence sa carrière au théâtre dans La Tragédie des Albigeois de Maurice Clavel et Jacques Panijel en 1955, pièce dans laquelle joue aussi son mari. La même année elle joue dans La Maison carrée, puis en 1957, elle obtient un rôle dans La Nuit romaine. Contrairement à plusieurs de ses anciens camarades de cours de théâtre, comme Delphine Seyrig, Michael Lonsdale, Laurent Terzieff ou Jean-Louis Trintignant, Stéphane Audran n'obtient pas un grand succès sur scène. Daniel Costelle lui offre son premier rôle au cinéma en 1957, dans son court-métrage Le Jeu de la nuit, puis elle enchaîne avec des petits rôles dans des longs métrages, sous la direction d'Éric Rohmer, Jacques Becker et Hervé Bromberger.

### Rencontre avec Claude Chabrol

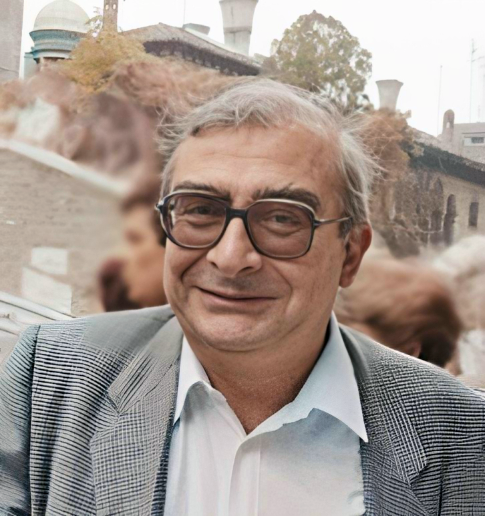
Le réalisateur Claude Chabrol, deuxième époux de l'actrice.

Désireuse de tourner avec Claude Chabrol, qui vient de réaliser son premier film, Le Beau Serge en 1958, elle demande à Gérard Blain de le lui présenter,. Chabrol lui donne un petit rôle dans Les Cousins tourné au cours de l'été 1958, ils entament une relation amoureuse peu après le tournage. Les deux films sortent à quelques semaines d'intervalle au début de 1959 et remportent un énorme succès, couronné par un Ours d'Or au Festival de Berlin pour Les Cousins. Stéphane Audran obtient un rôle plus important dans Les Bonnes Femmes, également réalisé par Chabrol mais mal accueilli par le public. Elle y interprète aux côtés de Bernadette Lafont une vendeuse qui occupe ses nuits à chanter dans un cabaret. Mécontente de sa vie, elle aspire à un avenir meilleur mais ne parvient pas à changer de situation. France Roche note « la douceur lasse de Stéphane Audran » dans un article qu'elle signe sur le film pour France-Soir.
Audran et Chabrol vivent ensemble à partir de fin 1959, les années 1960 marquent le début d'une longue collaboration. L'échec commercial de plusieurs de ses films de l'époque place Chabrol dans une position financière difficile. Le jeu de Stéphane Audran n'est pas acclamé par la critique dans un premier temps. Le coproducteur italien de Landru (1963) se plaint même auprès de Chabrol de la prestation de la « petite actrice » qui joue le rôle de la dernière maîtresse du personnage principal, ignorant qu’il s’agissait de sa compagne. Chabrol divorce d'Agnès Goute, sa première épouse qui a financé ses deux premiers films. Audran et Chabrol se marient en novembre 1964. Roger Hanin, avec qui Stéphane Audran joue Macbeth au théâtre, et sa femme la productrice Christine Gouze-Reynal sont leurs témoins.
Il faut attendre Les Biches en 1968 pour que le talent d'actrice de Stéphane Audran soit distingué par l'Ours d'Argent au Festival de Berlin et pour que Chabrol renoue avec le succès. Dans Les Biches, qui réunit d'ailleurs Audran et son ancien mari Jean-Louis Trintignant, l'actrice brille par son interprétation d'une bourgeoise belle mais froide, égoïste et possessive. Le jeu d'Audran est alors très éloigné de celui qu'elle présente dans Les Bonnes Femmes, elle a délaissé la spontanéité caractéristique des actrices de la Nouvelle Vague pour la froideur et le détachement. Le succès du film auprès de la critique encourage Chabrol à réaliser d'autres films avec des rôles similaires, parfaitement adaptés au jeu de son épouse. Plus tard, il dit d'elle qu'« elle a eu de la veine, à l'époque pompidolienne, de correspondre assez bien à ce que je voulais montrer de la classe dominante. [...] Elle en représente une idéalisation ».
À cinq reprises, à partir de L’Œil du malin (1962), Chabrol lui fait jouer un personnage portant le même prénom : Hélène, bien que dans chaque film la personnalité du personnage diffère d'une manière ou d'une autre. Ces films ayant de nombreux points communs et s'appuyant tous sur le personnage joué par Stéphane Audran, ils sont souvent réunis dans ce qui est appelé le « cycle Hélène » ou le « cycle pompidolien. » Ces films sont La Femme infidèle (1969), Le Boucher (1970), La Rupture (1970) et Juste avant la nuit (1971). Ils ont en commun une femme intelligente, Hélène, douée d'un tempérament calme, qui se sacrifie pour sauver l'ordre bourgeois dans lequel elle vit. Ces films marquent un tournant dans la définition des personnages féminins chez Chabrol. Auparavant, Chabrol les cantonnait à des rôles de fautives, héritières du péché originel. Ensuite, ses personnages deviennent plus justes et montrent de la solidité et de l'indépendance. Ils correspondent davantage à une image de femme contemporaine. Ainsi, l'institutrice jouée par Audran dans Le Boucher est une femme calme et digne malgré son angoisse. Elle refuse les avances du boucher joué par Jean Yanne non pas par frigidité mais tout simplement parce qu'elle n'est pas attirée par lui.
Stéphane Audran a déclaré à plusieurs reprises qu'elle devait sa carrière à sa rencontre avec Chabrol. De leur côté, les critiques ont souvent pensé que le réalisateur avait été énormément inspiré par l'actrice, ce qu'il a minimisé dans son autobiographie Par lui-même et par les siens. Il indique qu'elle est à l'origine du film Le Boucher, puisqu'elle a incité son mari à la faire tourner avec Jean Yanne, mais qu'il s'agit là de l'influence la plus directe qu'elle ait eue sur son œuvre.

### Années 1970
Les Biches, La Femme infidèle ou encore Le Boucher assoient son image d'actrice froide, élégante et sophistiquée, qui est exploitée dans de nombreux films des années 1970, notamment Le Charme discret de la bourgeoisie de Luis Buñuel, chronique mondaine teintée d'humour noir et pince-sans-rire. Claude Chabrol salue ce film qui fait selon lui la synthèse de ses propres films dans lesquels joue Stéphane Audran. Le Charme discret de la bourgeoisie et Juste avant la nuit lui permettent de remporter le BAFTA de la meilleure actrice en 1973. Elle est la seule actrice française avec Marion Cotillard et Emmanuelle Riva à avoir remporté cette récompense depuis que le BAFTA de la meilleure actrice et celui de la meilleure actrice étrangère ont été réunis en un seul. Et la seule à l’avoir obtenu pour deux films une même année.
Au cours des années 1970, Stéphane Audran est très sollicitée, même si elle privilégie Chabrol. Les autres réalisateurs la cantonnent généralement à des rôles secondaires et n'exploitent pas totalement son jeu d'actrice. Elle tourne par exemple sous la direction de Claude Sautet dans Vincent, François, Paul... et les autres, de Philippe Labro dans Sans mobile apparent, et de Michel Audiard dans Comment réussir quand on est con et pleurnichard, film qui marque ses débuts dans la comédie.
L'actrice démarre également une carrière internationale. Elle tourne avec des réalisateurs américains, comme Orson Welles, dans De l'autre côté du vent (achevé par Peter Bogdanovich en 2018), Anatole Litvak pour l'adaptation du roman de Sébastien Japrisot La Dame dans l'auto avec des lunettes et un fusil, Peter Collinson dans Dix Petits Nègres, et Samuel Fuller dans Au-delà de la gloire qui lui permet d'élargir son répertoire avec un film de guerre. Néanmoins, Stéphane Audran n'est jamais parvenue à devenir populaire aux États-Unis, le public américain trouvant son jeu trop froid. Elle n'obtient que des rôles secondaires, excepté dans The Black Bird de David Giler (1975), qui est une suite du Faucon maltais (1941). Cependant, ce film est un échec commercial.
En 1978, Violette Nozière de Chabrol marque une étape importante dans la carrière de l'actrice et du réalisateur. C'est la fin du cycle Audran, le premier rôle étant tenu par Isabelle Huppert, nouvelle égérie de Chabrol. Stéphane Audran joue symboliquement le rôle de la mère de Violette, dont la position sociale est très éloignée de celle des bourgeoises qu'elle est habituée à jouer. L'actrice était d'ailleurs réticente à accepter le rôle, sentant qu'il ne lui allait pas. Finalement, sa prestation a été acclamée et lui a notamment permis d'obtenir le premier rôle dans Le Festin de Babette une dizaine d'années plus tard. Stéphane Audran a témoigné à plusieurs reprises de son admiration pour le jeu d'Isabelle Huppert, reconnaissant qu'elle n'aurait pas été capable de jouer les mêmes personnages qu'elle,.

### Années 1980
Séparés depuis 1978, Stéphane Audran et Claude Chabrol divorcent en 1982. La carrière de l'actrice décline peu à peu, bien qu'elle continue à jouer avec le réalisateur jusqu'au début des années 1990. Ainsi, elle le retrouve en 1983 dans Le Sang des autres, en 1985 dans Poulet au vinaigre puis dans Jours tranquilles à Clichy en 1990 et Betty en 1992. Les rôles que Claude Chabrol lui propose sont cependant assez anecdotiques. À partir des années 1980, elle obtient des seconds rôles dans plusieurs comédies françaises, comme Les Saisons du plaisir de Jean-Pierre Mocky, Arlette de Claude Zidi et La Fille de Monaco d'Anne Fontaine, jouant le plus souvent des bourgeoises décalées. Elle joue aussi dans des films plus graves, comme Coup de torchon de Bertrand Tavernier et Mortelle randonnée de Claude Miller, dans lesquels elle interprète des femmes méchantes et hystériques. À partir des années 1980, Stéphane Audran apparaît régulièrement à la télévision, autant dans des téléfilms que des feuilletons. Elle est par exemple au générique de la série britannique Brideshead Revisited (1981) auprès de Laurence Olivier, et de la série américaine L'Amour en héritage en 1984.
En 1987, le Danois Gabriel Axel lui offre l'un de ses plus grands rôles dans Le Festin de Babette, film opposant l'austérité de la société danoise du XIXe siècle à la fantaisie parisienne. Axel avait initialement fait une liste de cinquante actrices pour le rôle de Babette, parmi lesquelles Stéphane Audran et Catherine Deneuve. Il choisit finalement Audran, lui trouvant une manière très parisienne de faire la moindre chose, comme entrer dans une pièce. Il avait initialement remarqué l'actrice dans Violette Nozière.
Au cours des années 1980, alors qu'elle est divorcée et que sa carrière s'essouffle, Stéphane Audran souffre de troubles psychosomatiques tels qu'une fatigue chronique, des évanouissements et des pertes de mémoire. Elle s'intéresse alors à divers modes de guérison, notamment la médecine chinoise. En 2009, elle publie Une autre façon de vivre, un livre dans lequel elle compile le résultat de ses recherches sur la médecine, la cuisine et la culture en général et ses alternatives.

### Mort
Le 27 mars 2018, après avoir été hospitalisée une dizaine de jours à l’hôpital américain de Paris, elle meurt à son domicile vers 2 h du matin, des suites d'une maladie,. Ses obsèques ont lieu le 3 avril 2018 en l'église Saint-Roch à Paris, connue comme la « paroisse des artistes ». Stéphane Audran sera ensuite inhumée le 4 avril 2018 à Tolla, une petite ville située au sud de la Corse. En bas du cimetière avec une vue dégagée sur le lac, sa pierre tombale est de marbre rose. Tolla est le lieu d'origine de la famille maternelle de l'actrice.

### Vie privée
Stéphane Audran épouse en premières noces l'acteur Jean-Louis Trintignant en 1954. Leur mariage ne dure que quelques années, ils se séparent à la suite de la relation amoureuse de Trintignant avec Brigitte Bardot en 1956,  sur le tournage de Et Dieu... créa la femme. Audran et Trintignant se retrouvent néanmoins à trois reprises au cinéma, en 1968 dans Les Biches, en 1971 dans Sans mobile apparent, et en 1982 dans Boulevard des assassins.
Stéphane Audran vit ensuite avec le réalisateur Claude Chabrol, à partir de 1959. Chabrol était alors marié à Agnès Goute. Audran et Chabrol ont un fils, Thomas Chabrol, né en 1963. Ils se marient l'année suivante, juste après le divorce de Chabrol. Ils divorcent en 1982, alors que le réalisateur avait entamé une relation avec sa scripte Aurore Pajot. Chabrol aimait raconter que c'était Stéphane Audran qui était à l'origine de sa relation avec Aurore Pajot : n'ayant pu se rendre à son anniversaire sur le tournage de La Décade prodigieuse, elle aurait dit à Chabrol qu'il pourrait se consoler avec sa scripte. Au fil du temps et des tournages, l'amitié entre la scripte et le réalisateur se serait muée en histoire d'amour. Stéphane Audran a toujours réfuté l'anecdote...
Stéphane Audran était amie avec Bernadette Lafont, autre actrice fétiche de Chabrol. Elle a d'ailleurs permis à la fille de cette dernière, Pauline Lafont, d'obtenir un rôle dans Poulet au vinaigre. Elle a été également amie avec Karl Lagerfeld qui a souvent dessiné ses costumes, notamment pour Le Charme discret de la bourgeoisie.
Signataire du manifeste des 343, elle déclare en 2009 qu'elle ne pourrait plus le refaire car « c'est terrible de se faire avorter ». En effet, elle s'est intéressée de très près aux médecines et philosophies orientales à partir des années 1980, et cela a changé sa perception de la vie. Elle ajoute toutefois qu'elle n'est pas devenue hostile à l'avortement mais qu'elle souhaiterait notamment un meilleur accompagnement des femmes souhaitant se faire avorter.
Tout comme Claude Chabrol, Stéphane Audran avait un intérêt particulier pour la gastronomie. Par exemple, lors du tournage du Charme discret de la bourgeoisie de Buñuel, elle avait l'habitude d'apporter des plats à l'équipe du film. En outre, la gastronomie est un thème qu'elle a largement abordé au cinéma, notamment dans Le Festin de Babette, mais aussi dans son livre Une autre façon de vivre (2009).

## Jeu d'actrice
Dans ses performances les plus remarquées, Stéphane Audran joue surtout des femmes élégantes, distantes et réservées, mais aussi souvent pleines de compassion. Ces femmes se retrouvent généralement impliquées dans une affaire de meurtre. Dans ces rôles, Stéphane Audran a été aidée par sa beauté particulière : yeux clairs, pommettes hautes, gros grain de beauté sur la joue droite, silhouette élancée, jolies jambes fines et élancées. Bien que ses personnages récurrents de femmes élégantes et détachées évoquent Greta Garbo et Marlene Dietrich, elle se distingue d'elles parce que les films dans lesquels elle joue un rôle clé ne sont pas construits pour être un véhicule à son talent. Sa prestation, bien que centrale, est subordonnée à la conception globale du film.
Claude Chabrol a parfaitement su exploiter le jeu de Stéphane Audran dans les films du « cycle Hélène », notamment dans La Femme infidèle, Le Boucher et La Rupture, puis plus tard dans Violette Nozière. Dans La Femme infidèle, le jeu de l'actrice est marqué par la subtilité et la sobriété, le conflit émotionnel entre Stéphane Audran et Michel Bouquet est dans le sous-texte et ne ressort pas dans le dialogue, il passe par la nuance et la délicatesse du jeu d'acteur. Aucune scène d'adultère n'est montrée avant que le mari n'apprenne la vérité grâce à un détective privé. Seule l'attitude légère et séductrice de la femme dans son univers quotidien suggère son infidélité aux yeux du mari comme à ceux du spectateur. De même, dans Le Boucher, la prestation d'Audran s'intègre parfaitement au tissu du film et il est difficile de noter la limite entre le jeu de l'actrice et la direction de Chabrol. Dans La Rupture, Stéphane Audran montre un jeu généreux et innocent qui devient poignant au fil du film. Violette Nozière est différent de ses autres films tournés par Chabrol puisqu'elle incarne une femme de classe nettement inférieure par rapport à ses rôles habituels. Néanmoins, son interprétation d'une femme un peu négligée et victime de sa propre fille a été aussi remarquable aux yeux des critiques que la prestation d'Isabelle Huppert dans le rôle principal.
Chez Chabrol, le passage de la Nouvelle Vague au « cycle Hélène » correspond à l'apparition de l'influence d'Alfred Hitchcock dans son œuvre, lorsqu'il commence à s'intéresser à la bourgeoisie française. Stéphane Audran peut être considérée comme l'équivalent chez Chabrol des « blondes hitchcockiennes ». On retrouve d'ailleurs chez elle la sophistication de Grace Kelly, la neurasthénie de Tippi Hedren et la démarche presque fantomatique de Kim Novak dans Sueurs froides. Plusieurs de ses personnages font également écho à ces actrices. Ainsi dans Le Boucher et La Femme infidèle, elle combine la sensualité agile de Kelly avec la rétractation glacée de Hedren. Dans le premier, elle incarne une célibataire traumatisée, dans le second une femme mariée infidèle. Ses rôles dans ces deux films évoquent aussi l'habileté de Hedren pour passer d'une classe sociale à l'autre, avec Les Oiseaux et Pas de printemps pour Marnie.
Dans ses premiers films dirigés par Chabrol, Stéphane Audran a toutefois joué des rôles différents. Cantonnée à des personnages secondaires, elle a incarné des rôles plus légers et populaires, comme une petite vendeuse aspirant à une carrière sur scène dans Les Bonnes Femmes (1960) ou une secrétaire jouant un double jeu dans Le Scandale (1967). Son personnage dans L'Œil du Malin (1962) se rapproche toutefois de ses rôles ultérieurs : elle y joue une épouse bourgeoise prise dans un triangle amoureux. C'est d'ailleurs la première fois que Chabrol lui fait jouer un personnage portant le nom d'Hélène. La Rupture montre parfaitement le changement qui s'est opéré dans le jeu de l'actrice après Les Biches. Alors qu'elle doit jouer une serveuse et ancienne strip-teaseuse, elle ne retourne pas au jeu léger qu'elle avait employé dans ses films précédents.
En dehors de Chabrol, peu de réalisateurs ont réussi à exploiter pleinement le jeu de Stéphane Audran. Luis Buñuel fait exception, avec Le Charme discret de la bourgeoisie, dans lequel l'actrice campe l'archétype de la maîtresse de maison bourgeoise qui reste imperturbable quel que soit le cours des événements. Gabriel Axel et son Festin de Babette a lui aussi su tirer profit de son jeu d'actrice. Ce film représente d'ailleurs un défi pour Stéphane Audran, car elle y joue un personnage éloigné de ses rôles habituels. Le film réemploie toutefois de grandes caractéristiques du jeu de l'actrice, comme la sincérité et discrétion, pour rendre une atmosphère lumineuse et sensuelle.
Le jeu tout en subtilité de Stéphane Audran l'a sans doute pénalisée dans sa carrière internationale, notamment aux États-Unis. En effet, cette subtilité toute française ressort mal lorsqu'elle joue en anglais, sa diction étant trop phonétique et rigide. D'autres actrices françaises, comme Catherine Deneuve et Jeanne Moreau, ont aussi connu l'échec à Hollywood.

## Filmographie

### Cinéma

#### Années 1950
- 1957 : Le Jeu de la nuit de Daniel Costelle (court-métrage)
- 1958 : La Bonne Tisane d'Hervé Bromberger : Aline
- 1958 : Montparnasse 19 de Jacques Becker : une fille à la terrasse (non créditée)
- 1959 : Le Signe du lion d'Éric Rohmer : la patronne de l'hôtel
- 1959 : Les Cousins de Claude Chabrol : Françoise

#### Années 1960
- 1960 : Présentation ou Charlotte et son steak d'Éric Rohmer (court-métrage) : Charlotte (voix)
- 1960 : Les Bonnes Femmes de Claude Chabrol : Ginette
- 1961 : Saint-Tropez Blues de Marcel Moussy : Lucie
- 1961 : Les Godelureaux de Claude Chabrol : Xavière, la danseuse
- 1962 : L'Œil du Malin de Claude Chabrol : Hélène
- 1963 : Landru de Claude Chabrol : Fernande Segret
- 1964 : Les Durs à cuire ou Comment supprimer son prochain sans perdre l'appétit de Jacques Pinoteau : Rika Lormond
- 1964 : Le Tigre aime la chair fraîche de Claude Chabrol : la chanteuse d'opéra (non créditée)
- 1965 : Paris vu par... de Claude Chabrol (segment La Muette) : la mère
- 1965 : Marie-Chantal contre le docteur Kha de Claude Chabrol : Olga
- 1966 : La Ligne de démarcation de Claude Chabrol : la femme du Docteur Lafaye
- 1967 : Le Scandale de Claude Chabrol : Jacqueline Belling / Lydia
- 1968 : Les Biches de Claude Chabrol : Frédérique
- 1969 : La Femme infidèle de Claude Chabrol : Hélène Desvallées

#### Années 1970
- 1970 : Le Boucher de Claude Chabrol : Hélène
- 1970 : La Peau de Torpedo de Jean Delannoy : Dominique Krestowitz
- 1970 : La Rupture de Claude Chabrol : Hélène Régnier
- 1970 : La Dame dans l'auto avec des lunettes et un fusil (The Lady in the Car with Glasses and a Gun) d'Anatole Litvak : Anita Caldwell
- 1971 : Juste avant la nuit de Claude Chabrol : Hélène Masson
- 1971 : Sans mobile apparent de Philippe Labro : Hélène Vallée
- 1971 : Aussi loin que l'amour de Frédéric Rossif : la femme de Michel
- 1972 : The Other Side of the Wind d'Orson Welles (inachevé) : Stéphane
- 1972 : Un meurtre est un meurtre d'Étienne Périer : Marie Kastner / Anne
- 1972 : Le Charme discret de la bourgeoisie de Luis Buñuel : Suzanne Sénéchal
- 1973 : Les Noces rouges de Claude Chabrol : Lucienne Delamare
- 1974 : Comment réussir quand on est con et pleurnichard de Michel Audiard : Cécile Malempin
- 1974 : Le Cri du cœur de Claude Lallemand : Claire, la mère d'Alexandre
- 1974 : Dix Petits Nègres (And Then There Were None) de Peter Collinson : Ilona Morgan
- 1974 : Vincent, François, Paul... et les autres de Claude Sautet : Catherine
- 1975 : Hay que matar a B. de José Luis Borau : Susana
- 1975 : The Black Bird (en) de David Giler : Anna Kemidov
- 1976 : Chi dice donna, dice donna de Tonino Cervi (segment Donne d'affari) : Mimi / Chantal
- 1976 : Folies bourgeoises de Claude Chabrol : Claire Brandels
- 1977 : L'Avocat du diable (Des Teufels Advokat) de Guy Green : Anne, Comtesse di Sanctis
- 1977 : Mort d'un pourri de Georges Lautner : Christiane
- 1978 : Les Liens de sang de Claude Chabrol : Mrs Lowery
- 1978 : Banco à Las Vegas (Silver Bears) d'Ivan Passer : Shireen Firdausi
- 1978 : Violette Nozière de Claude Chabrol : Germaine Nozière
- 1979 : L'Étalon de guerre (Eagle's Wing) d'Anthony Harvey : la veuve
- 1979 : Le Gagnant de Christian Gion : Hélène Dupré-Granval

#### Années 1980
- 1980 : Le Soleil en face de Pierre Kast : Jeanne
- 1980 : Au-delà de la gloire (The Big Red One) de Samuel Fuller : "Wallone", une résistante belge
- 1980 : Le Cœur à l'envers de Franck Apprederis : Geneviève
- 1981 : Les Plouffe de Gilles Carle : Madame Boucher
- 1981 : Coup de torchon de Bertrand Tavernier : Huguette Cordier
- 1982 : Boulevard des assassins de Boramy Tioulong : Francine, l'épouse du maire
- 1982 : Le Choc de Robin Davis : Jeanne Faulques
- 1982 : Paradis pour tous d'Alain Jessua : Edith
- 1983 : La Scarlatine de Gabriel Aghion : Minon Palazzi
- 1983 : Mortelle Randonnée de Claude Miller : la dame en gris
- 1984 : Les Voleurs de la nuit de Samuel Fuller : la mère d'Isabelle
- 1984 : Le Sang des autres de Claude Chabrol : Gigi
- 1984 : Un printemps sous la neige (The Bay Boy) de Daniel Petrie : Blanche (non créditée)
- 1985 : Poulet au vinaigre de Claude Chabrol : Madame Cuno
- 1985 : Night Magic de Lewis Furey : Janice
- 1985 : La Cage aux folles 3 : Elles se marient de Georges Lautner : l'agent matrimoniale
- 1986 : La Gitane de Philippe de Broca : Brigitte
- 1986 : Suivez mon regard de Jean Curtelin : la femme du téléphage
- 1987 : Le Festin de Babette (Babettes gæstebud) de Gabriel Axel : Babette Hersant
- 1987 : Le Cri du hibou de Claude Chabrol : Françoise Tessier
- 1987 : Cinématon #926 de Gérard Courant : elle-même
- 1988 : Les Saisons du plaisir de Jean-Pierre Mocky : Bernadette
- 1988 : Corps z'a corps d'André Halimi : Edna Chabert
- 1988 : Les Prédateurs de la nuit (Faceless) de Jesús Franco : Madame Sherman
- 1988 : Il nido del ragno de Gianfranco Giagni (it) : Madame Kuhn
- 1989 : Sons d'Alexandre Rockwell : Florence
- 1989 : Manika, une vie plus tard de François Villiers : Sœur Amanda

#### Années 1990
- 1990 : La Messe en si mineur de Jean-Louis Guillermou : Marie-Laure Villegrain
- 1990 : Jours tranquilles à Clichy de Claude Chabrol : Adrienne
- 1992 : Betty de Claude Chabrol : Laure
- 1994 : Le Tour d'écrou (The Turn of the Screw) de Rusty Lemorande : Mrs Grose
- 1995 : Au petit Marguery de Laurent Bénégui : Joséphine
- 1996 : Le Fils de Gascogne de Pascal Aubier : elle-même
- 1996 : Risque maximum (Maximum Risk) de Ringo Lam : Chantal Moreau
- 1997 : Arlette de Claude Zidi : Diane
- 1998 : Madeline de Daisy von Scherler Mayer : Lady Covington
- 1999 : Belle Maman de Gabriel Aghion : Brigitte

#### Années 2000
- 2000 : Le Pique-nique de Lulu Kreutz de Didier Martiny : Lulu Kreutz
- 2001 : J'ai faim !!! de Florence Quentin : Gaby, la mère de Lily
- 2002 : Ma femme s'appelle Maurice de Jean-Marie Poiré : Jacqueline Boisdain
- 2008 : La Fille de Monaco d'Anne Fontaine : Édith Lassalle

#### Années 2010
- 2013 : In Memoriam Bernadette Lafont, Carnets filmés de Gérard Courant : elle-même

### Télévision
- 1973 : Un pigeon mort dans Beethovenstrasse (Tatort - Tote Taube in der Beethovenstraße) de Samuel Fuller : Stephanie
- 1979 : Orient-Express  (feuilleton, segment Maria) de Daniele D'Anza : la baronne Maria von Pallberg
- 1981 : Les Affinités électives de Claude Chabrol : Charlotte
- 1981 : Le Marteau piqueur de Charles L. Bitsch : Marianne Bernejoul
- 1981 : Le Beau Monde de Michel Polac : Ariane
- 1981 : Retour au château (Brideshead Revisited) (feuilleton) de Michael Lindsay-Hogg et Charles Sturridge : Cara
- 1982 : La Marseillaise de Michel Berny : Juliette Poussin
- 1984 : L'Amour en héritage (Mistral's Daughter) (feuilleton) de Kevin Connor et Douglas Hickox : Paula Deslandes
- 1984 : Le Soleil se lève aussi (The Sun Also Rises) (feuilleton) de James Goldstone : Georgette
- 1985 : Un'isola de Carlo Lizzani : Madame Lecoq
- 1987 : Barbara Hutton, destin d'une milliardaire (en) (Poor Little Rich Girl: The Barbara Hutton Story) de Charles Jarrott : Pauline de la Rochelle
- 1988 : Les Dossiers secrets de l'inspecteur Lavardin (téléfilm) : L'Escargot noir de Claude Chabrol : Catherine Rebuffat
- 1989 : Champagne Charlie d'Allan Eastman : Thérèse
- 1990 : TECX (série télévisée) d'Antonia Bird, Alan Cooke et Renny Rye : Isabelle Souverain
- 1992 : Pleure pas ma belle (Weep No More, My Lady) de Michel Andrieu : Minna
- 1992 : Le Droit à l'oubli de Gérard Vergez
- 1994 : L'Évanouie de Jacqueline Veuve : Claire
- 1996 : Petit de Patrick Volson : Françoise
- 1997 : Un printemps de chien d'Alain Tasma : Geneviève
- 2000 : La Bicyclette bleue de Thierry Binisti (feuilleton) : Lisa Montpleynet
- 2004 : Sissi, l'impératrice rebelle de Jean-Daniel Verhaeghe : Sophie
- 2005 : La Battante de Didier Albert (feuilleton) : Edwige Fournier
- 2005 : Trois femmes… un soir d'été de Sébastien Grall (feuilleton) : Louise Bonnier

## Théâtre
- 1951 : Lysistrata d'Aristophane, mise en scène Raymond Hermantier, Théâtre de l'Humour (Paris)
- 1952 : Urbain Grandier d'Alexandre Dumas, Théâtre de l'Œuvre (Paris)
- 1954 : La Maison carrée d'Évelyne Paulet, mise en scène Pierre Valde, Théâtre des Noctambules (Paris)
- 1955 : Les Albigeois de Maurice Clavel et Jacques Panijel, mise en scène Raymond Hermantier, Festival de Nîmes
- 1955 : La Fille à la fontaine de Jean Mogin, mise en scène de Raymond Hermantier, Temple de Diane, Festival de Nîmes
- 1955 : Jules César de William Shakespeare, mise en scène de Raymond Hermantier, Arènes de Nîmes, Festival de Nîmes
- 1956 : La Nuit romaine d'Albert Vidalie, mise en scène Marcelle Tassencourt, Théâtre Hébertot (Paris)
- (date ?) : Andromaque de Racine, mise en scène de Jean Lamandé, Tournée Société des classiques français
- 1964 : Macbeth de William Shakespeare, mise en scène Claude Chabrol, Théâtre Montansier (Versailles) : Lady Macbeth

## Discographie
- Le Dîner de Babette, lu par Stéphane Audran, éditions des femmes, coll. « Bibliothèque des voix » ;
- La Java de la Masochiste, 1981, extrait de la bande originale du film Coup de torchon[23].
- Dansez avec Les Bonnes Femmes : bande originale du film de Claude Chabrol, musique de Paul Misraki. Versailles medium, coll. cinéma.

## Publication
- Une autre façon de voir la vie, Paris, Le Cherche midi, 2009, 408 p. (ISBN 978-2-7491-1431-6)

## Distinctions

### Décorations
- 1986 :  Chevalière de la Légion d'honneur[24]
- 1988 : chevalière de l'Ordre de Dannebrog[réf. nécessaire] (Danemark)
- 1990 :  Officière de l'ordre national du Mérite[25]
- 1997 :  Commandeure de l'ordre des Arts et des Lettres[26]

### Prix
- Berlinale 1968 : Ours d'argent de la meilleure actrice pour Les Biches
- Festival de Saint-Sébastien 1970 : Prix d'interprétation féminine pour Le Boucher
- BAFA 1974 : BAFA de la meilleure actrice pour Le Charme discret de la bourgeoisie et Juste avant la nuit
- César 1979 : César de la meilleure actrice dans un second rôle pour Violette Nozière
- 1987 : Robert de la meilleure actrice dans un premier rôle aux Roberts du cinéma pour Le Festin de Babette

### Nominations
- BAFA 1973 : BAFA de la meilleure actrice pour Le Boucher
- César 1982 : César de la meilleure actrice dans un second rôle pour Coup de torchon
- César 1983 : César de la meilleure actrice dans un second rôle pour Paradis pour tous
- César 1984 : César de la meilleure actrice dans un second rôle pour Mortelle randonnée
- BAFA 1989 : BAFA de la meilleure actrice aux British Academy Film Awards pour Le Festin de Babette